# Oksytocyna
Oksytocyna – organiczny związek chemiczny, makrocykliczny hormon peptydowy złożony z 9 aminokwasów (nonapeptyd) spiętych mostkiem dwusiarczkowym. Dobrze rozpuszcza się w wodzie. Jest okresowo uwalnianym neuroprzekaźnikiem.
Wytwarzana jest w jądrze przykomorowym i nadwzrokowym podwzgórza i neuronami przekazywana jest do tylnego płata przysadki, gdzie następnie jest magazynowana. Oksytocyna powoduje skurcze mięśni macicy, co ma znaczenie podczas akcji porodowej (wcześniej występuje blok progesteronowy).
Uwalniana jest po podrażnieniu mechanoreceptorów brodawek sutkowych np. podczas ssania piersi, co ułatwia wydzielanie mleka oraz po podrażnieniu receptorów szyjki macicy i pochwy. Estrogeny wzmagają wydzielanie oksytocyny, a progesteron je hamuje. Bezpośrednio po porodzie, oksytocyna powoduje obkurczanie macicy oraz położonych w ścianie macicy naczyń krwionośnych, tamując w ten sposób krwawienie po wydaleniu łożyska. W okresie połogu ma bezpośredni wpływ na zwijanie macicy, tak więc karmienie piersią przyspiesza ten proces.
U ssaków, w zależności od ich samopoczucia, stymuluje uległość, ufność, zazdrość, szczodrość, protekcjonizm czy współpracę.
Struktura pierwszorzędowa peptydu cząsteczki oksytocyny: Cys-Tyr-Ile-Gln-Asn-Cys-Pro-Leu-Gly. Cysteiny są związane mostkiem dwusiarczkowym −S−S− tworząc pierścień. Budowa oksytocyny została ustalona w 1953 roku przez Vincenta du Vigneauda, który także przeprowadził jej syntezę.

## Wskazania do stosowania
1. Zastosowanie przedporodowe
  - Zapoczątkowanie lub wzmocnienie skurczów macicy w celu przyspieszenia porodu u pacjentek z następującymi lekarskimi wskazaniami do zakończenia ciąży:
    - stan przedrzucawkowy, rzucawka
    - zaburzenia czynności nerek
    - erytroblastoza płodu
    - cukrzyca matki lub płodu
    - konflikt Rh
    - przedwczesne pęknięcie pęcherza płodowego.
2. Przyspieszenie akcji porodowej:
  - rutynowe wywoływanie akcji porodowej w ciążach, które trwają ponad 42 tygodnie
  - w przypadku śmierci macicznej płodu
  - w przypadku opóźnienia rozwoju płodu
  - gdy występuje atonia macicy.
3. Zastosowanie poporodowe:
  - kontrola krwawienia poporodowego i atonii macicy
  - leczenie wspomagające niepełnego lub dokonanego poronienia
  - diagnostyka (ocena płodowo-łożyskowej wydolności oddechowej w ciążach wysokiego ryzyka – test oksytocynowy).

## Przeciwwskazania
- nadwrażliwość na oksytocynę
- znaczna dysproporcja między główką płodu a miednicą matki
- poprzeczne lub ukośne położenie płodu wymagające obrotu przed porodem
- zagrażające pęknięcie macicy i stany ze wzmożonym napięciem mięśnia macicy
- łożysko przodujące
- wywołanie lub przyspieszenie akcji porodowej w przypadkach, gdy przeciwwskazany jest poród naturalny (przodowanie lub wypadnięcie pępowiny)
- zaburzenia sercowo-naczyniowe.

## Środki ostrożności
Poza wyjątkowymi sytuacjami, oksytocyny nie powinno się podawać w następujących przypadkach:
- poród przedwczesny
- graniczna dysproporcja główkowo-miedniczna
- duży zabieg operacyjny w obrębie miednicy lub szyjki macicy w wywiadzie, w tym również cesarskie cięcie
- nadmierne powiększenie macicy
- stan po wielu porodach
- inwazyjny rak szyjki macicy.

## Interakcje
Opisywano wystąpienie ciężkiego nadciśnienia po podaniu oksytocyny przez 3–4 godzin po profilaktycznym podaniu leków kurczących naczynia w czasie znieczulenia nadoponowego w odcinku krzyżowym. Środki do znieczulenia ogólnego takie jak cyklopropan, enfluran, halotan i izofluran podane równocześnie z oksytocyną mogą zmodyfikować jej działanie na układ sercowo-naczyniowy, powodując np. znaczne obniżenie ciśnienia lub zaburzenia rytmu serca. Inne preparaty indukujące poród lub pobudzające poronienie, używane jednocześnie z oksytocyną mogą spowodować hipertonię macicy, jej pęknięcie oraz uszkodzenie szyjki macicy.

## Działania niepożądane
U matki:
- krwotok poporodowy
- nudności, wymioty
- reakcje nadwrażliwości
- krwiak w obrębie miednicy mniejszej
- obniżenie ciśnienia krwi i odruchowa tachykardia
- nadmierne napięcie mięśnia macicy, skurcz tężcowy, pęknięcie macicy
- zatrucie wodne.

U płodu lub noworodka:
- bradykardia zatokowa, tachykardia
- trwałe uszkodzenie ośrodkowego układu nerwowego
- zamartwica
- żółtaczka noworodków
- krwawienie w obrębie siatkówki.

## Dawkowanie
Dawkowanie powinno być dostosowane indywidualnie do potrzeb każdej pacjentki na podstawie reakcji matki oraz płodu.
- Indukcja i stymulacja porodu: dawka początkowa wynosi 0,5–4 mU/min, dawkę należy stopniowo zwiększać o 1–2 mU/min co 20–40 minut aż do ustalenia się prawidłowej siły skurczu.
- Kontrola krwawienia poporodowego: w dożylnym wlewie kroplowym podaje się zwykle 10–40 j.m. oksytocyny w 1000 ml bezwodnego rozpuszczalnika z szybkością 20–40 mU/min w celu zapewnienia odpowiedniej kontroli macicy. Po urodzeniu łożyska można podać domięśniowo 5 j.m. oksytocyny.
- Leczenie wspomagające niepełnego lub niedokonanego poronienia: w dożylnym wlewie kroplowym podaje się 10 j.m. oksytocyny rozpuszczonej w 500 ml izotonicznego roztworu NaCl lub 5% roztworu glukozy z szybkością 20–40 kropli na minutę.
- Diagnostyka niewydolności maciczno-płodowej (test oksytocynowy): w dożylnym wlewie kroplowym dawka początkowa wynosi 0,5 mU/min. Jeśli to konieczne dawkę podwaja się co 20 min, aż to otrzymania dawki skutecznej (zwykle 5–6 mU/min, maksymalnie 20 mU/min). Po wystąpieniu 3 umiarkowanych skurczów macicy (trwających 40–60 sekund) w okresie 10-minutowym, należy przerwać wlew i następnie kontrolować częstość akcji serca płodu.

## Preparaty
Dostępne w Polsce preparaty:
- Oxytocin–Grindex – roztwór do wstrzykiwań
- Oxytocin–Richter – roztwór do infuzji